# Неперово число
Числото {\displaystyle e=2,71828182845904523536...} е математическа константа, ирационално и трансцендентно число, което е основата на натуралните (естествените) логаритми на Непер. Нарича се Неперово число или Ойлерово число. Открито е от Бернули като граница на (1 + 1/n)n когато {\displaystyle n} се доближава до безкрайност – израз, който възниква при изчисляване на сложна лихва. Може да се изчисли и като сума от числата на безкрайната редица {\displaystyle {\frac {1}{n!}}}. Въведено е като число и означение от Ойлер.
Числото {\displaystyle e} е една от най-важните константи в математиката. Възниква естествено при описанието на различни процеси в природните и обществените науки. 

## История
Числото {\displaystyle e} се нарича Неперово число в чест на шотландския учен Джон Непер – автор на съчинението „Описание на удивителните таблици на логаритмите“ (1614 г.). Това не е съвсем правилно, тъй като в него логаритъмът на {\displaystyle x} е равен на
{\displaystyle 10^{7}\cdot \,\log _{1/e}\left({\frac {x}{10^{7}}}\right)\,\!}.
Числото {\displaystyle e} негласно присъства в приложение към превода на английски език на споменатата работа на Непер. В тази работа има само таблица на естествените логаритми, а за числото {\displaystyle e} не е дадено определение. Предполага се, че автор на приложението е английският математик Уилям Оутред. Самото число {\displaystyle e} е получено за първи път от Якоб Бернули през 1690 г. при опит да изчисли границата
{\displaystyle \lim _{n\,\to \,\infty }\,\left(1+{\frac {1}{n}}\right)^{n}}.
Първото известно използване на тази константа (с друго обозначение) се среща в писмата на Лайбниц до Хюйгенс (около 1691 г.). Буквата {\displaystyle e} първи използва Леонард Ойлер през 1727 г., а първата публикация с тази буква е неговата „Механика, или наука за движението, изложена аналитично“. Поради това числото {\displaystyle e} понякога се нарича Ойлерово число. Смята се, че буквата „{\displaystyle e}“ е избрана в чест на Ойлер (Euler). Друга възможна причина е, че с нея започва думата „експонента“ (показател).

## Дефиниции
Числото {\displaystyle e} може да бъде определено по два равносилни начина:
- като граница на числова редица:

{\displaystyle e=\lim _{n\to \infty }\left(1+{\frac {1}{n}}\right)^{n}};
{\displaystyle e=\lim _{n\,\to \,\infty }\;{\frac {n}{\sqrt[{n}]{n!}}}};
- като сума на безкраен числов ред:

{\displaystyle e=\sum _{k\,=\,0}^{\infty }{\;{\frac {1}{k!}}}=1+{\frac {1}{1}}+{\frac {1}{1\cdot 2}}+{\frac {1}{1\cdot 2\cdot 3}}+\cdots }.

### Други определения на числотоe
{\displaystyle e=2\cdot {\sqrt {\frac {4}{3}}}\cdot {\sqrt[{4}]{\frac {6\cdot 8}{5\cdot 7}}}\cdot {\sqrt[{8}]{\frac {10\cdot 12\cdot 14\cdot 16}{9\cdot 11\cdot 13\cdot 15}}}\cdots }
{\displaystyle e=\lim _{n\,\to \,\infty }\;\left({\rm {}}{\frac {(n+1)^{n+1}}{n^{n}}}-{\frac {n^{n}}{(n-1)^{n-1}}}\right)}
{\displaystyle e={\frac {1}{\lim _{n\to +\infty }\left(1-{\frac {1}{n}}\right)^{n}}}};
{\displaystyle e={\frac {1}{\sum _{n=2}^{\infty }{\frac {(-1)^{n}}{n!}}}}};
{\displaystyle e=[2;1,2,1,1,4,1,1,6,1,1,8,1,1,10,1,\dots ]}.

## Свойства
През 1737 г. Ойлер е доказал, че Неперовото число е ирационално, а през 1879 г. Ермит е установил, че то е трансцендентно.
Връзката между Неперовото число и {\displaystyle \pi } се вижда от формулата на Ойлер:
{\displaystyle e^{\,i\pi }=-1}
В математическия анализ особено значение има експоненциалната функция {\displaystyle f(x)=e^{x}}, която съвпада със своята производна:
{\displaystyle {\frac {d}{dx}}e^{x}=e^{x}}
Още една връзка между числата {\displaystyle e} и {\displaystyle \pi } се получава при пресмятане на интеграла на Поасон:
{\displaystyle \int _{-\infty }^{\infty }\ e^{-x^{2}}{dx}={\sqrt {\pi }}}.
- За всяко комплексно число {\displaystyle z} са изпълнени следните равенства:

{\displaystyle e^{z}=\sum _{n=0}^{\infty }{\frac {1}{n!}}z^{n}=\lim _{n\to \infty }\left(1+{\frac {z}{n}}\right)^{n}}.
Числото {\displaystyle e} се разлага в безкрайна верижна дроб по следния начин:
{\displaystyle e=[2;\;1,2,1,\;1,4,1,\;1,6,1,\;1,8,1,\;1,10,1,\ldots ]\,,}
т.е.
{\displaystyle e=2+{\cfrac {1}{1+{\cfrac {1}{2+{\cfrac {1}{1+{\cfrac {1}{1+{\cfrac {1}{4+{\cfrac {1}{1+{\cfrac {1}{1+{\cfrac {1}{6+{\cfrac {1}{1+{\cfrac {1}{1+{\cfrac {1}{8+\ldots }}}}}}}}}}}}}}}}}}}}}}}

## Приложения

### Сложна лихва
Якоб Бернули открива числото {\displaystyle e} през 1685 г. при изучаване на сложната лихва.
Нека има 1 лев в банкова сметка с годишна лихва 100 %. Ако сметката се олихвява веднъж годишно, то след изтичане на годината ще има 2 лева. Колко лева ще има в края на годината, ако лихвата се начислява на по-къси интервали (и се натрупва към сметката)?
Ако лихвата се начислява веднъж на 6 месеца от годината (по 50 % на шестмесечие), то в края на годината ще получим 2,25 лв. Ако лихвата се начислява ежемесечно (по 100 %: 12 = 8,33 % на месец), то в края на годината ще имаме 2,61 лв. Ако лихвата се начислява ежедневно (по 100 %: 365 = 0,274 % на ден), то в края на годината ще имаме 2,71 лв. Колкото по-често се олихвява сметката, толкова по-голяма сума се получава. Обаче крайният резултат не расте неограничено. Бернули забелязал, че резултатът не надхвърля определена граница, а именно 2,72 лв., към която стойност се приближава паричната сума в края на годината, когато сметката се олихвява все по-често и по-често. Именно тази гранична стойност 2,718281828459045... лв. е Неперовото или Ойлерово число.

## Доказателство за ирационалността на числотоe
Да допуснем противното: че {\displaystyle e} е рационално. Тогава {\displaystyle e=p/q}, където {\displaystyle p} е цяло, а {\displaystyle q} е естествено число. Понеже {\displaystyle e} не е цяло число, то {\displaystyle q>1}. Следователно
{\displaystyle p=eq}
Умножаваме по {\displaystyle (q-1)!} и получаваме
{\displaystyle p(q-1)!\,=\,eq!\,=\,q!\sum _{n\,=\,0}^{\infty }{\;{1 \over n!}}\,=\,\sum _{n\,=\,0}^{\infty }{\;{q! \over n!}}\,=\,\sum _{n\,=\,0}^{q}{\;{q! \over n!}}+\sum _{n\,=\,q+1}^{\infty }{\;{q! \over n!}}}
Прехвърляме {\displaystyle \sum _{n\,=\,0}^{q}{\;{q! \over n!}}} от другата страна:
{\displaystyle \sum _{n\,=\,q+1}^{\infty }{\;{q! \over n!}}\,=\,p(q-1)!-\sum _{n\,=\,0}^{q}{\;{q! \over n!}}}
Всички събираеми в дясната страна са цели числа, следователно
{\displaystyle \sum _{n\,=\,q+1}^{\infty }{\;{q! \over n!}}} също е цяло (положително) число, затова
{\displaystyle \sum _{n\,=\,q+1}^{\infty }{\;{q! \over n!}}\geq 1}.
Обаче{\displaystyle \sum _{n\,=\,q+1}^{\infty }{\;{q! \over n!}}\,=\,\sum _{m\,=\,1}^{\infty }{\;{q! \over (q+m)!}}\,=\,\sum _{m\,=\,1}^{\infty }{\;{1 \over (q+1)...(q+m)}}\,<}
{\displaystyle <\,\sum _{m\,=\,1}^{\infty }{\;{1 \over (q+1)^{m}}}\,=\,{1 \over q}\,<\,1}, тоест
{\displaystyle \sum _{n\,=\,q+1}^{\infty }{\;{q! \over n!}}<1}, което е противоречие.

## Първите 200 цифри на числотоe
{\displaystyle e=2{,}71828\;18284\;59045\;23536\;02874\;71352\;66249\;77572\;47093\;69995}
{\displaystyle \;95749\;66967\;62772\;40766\;30353\;54759\;45713\;82178\;52516\;64274}
{\displaystyle \;27466\;39193\;20030\;59921\;81741\;35966\;29043\;57290\;03342\;95260}
{\displaystyle \;59563\;07381\;32328\;62794\;34907\;63233\;82988\;07531\;95251\;01901\,\ldots }.